# Кандидоз
Кандидо́з или кандидамикоз (моло́чница — разг. в случае поражения женских половых органов) — вид микоза, заболевание людей и животных, вызываемое микроскопическими грибами рода Candida, преимущественно Candida albicans.
Возбудители кандидоза относятся к условно-патогенной микрофлоре человека, они могут вызывать оппортунистические заболевания, их носителями являются от 30 до 90 % людей в популяции.

## Этиология
Дрожжеподобные грибы рода Candida относятся к порядку Сахаромицеты отдела Аскомицеты. Наиболее распространённые виды среди больных — Candida albicans и Candida tropicalis.
Дрожжеподобные грибы вида Candida albicans — одноклеточные микроорганизмы овальной или круглой формы. Образуют псевдомицелий (нити из удлинённых клеток), бластоспоры (клетки почки, сидящие на перетяжках псевдомицелия) и некоторые хламидоспоры — споры с двойной оболочкой. Главными признаками, отличающими грибы рода Candida от истинных дрожжей, являются:
- наличие псевдомицелия;
- отсутствие аскоспор (спор в сумках внутри клеток);
- характерные культуральные особенности.

## Эпидемиология
Род микроскопических грибов Candida включает  160 видов, около 20 из них могут колонизировать человека. Все такие представители рода Candida относятся к условно-патогенным, они способны вызывать поверхностные или инвазивные инфекции.
Candida albicans, Candida glabrata, Candida crusei, Candida tropicalis по опасности для человека отнесены к III группе патогенных микроорганизмов, остальные виды грибов рода Candida — к IV группе
Представители рода Candida встречаются, помимо прочего, в почве, воде, на поверхностях бытовых предметов и в продуктах питания. Однако условно-патогенные виды обитают только в теплокровных организмах.
Грибы рода Кандида входят в состав нормальной микрофлоры рта, влагалища и толстой кишки большинства здоровых людей. Заболевание обусловлено не просто наличием грибов рода Candida, а их размножением в большом количестве и попаданием более патогенных штаммов гриба. Чаще всего кандидоз возникает при снижении иммунитета.
Большинство людей сталкиваются с грибами Candida в первый год жизни, а по ряду данных внутриутробно. Возможность инфицирования плода подтверждается обнаружением грибов в околоплодной жидкости, плаценте, оболочках пуповины. В дальнейшем контакт новорождённых с грибами Candida может происходить в период прохождения родовых путей, при контакте со слизистой оболочкой рта, с кожей соска при кормлении, кожей рук при уходе, а также с пищей или с предметами домашнего обихода. Выявлено значительное обсеменение этими грибами сырого мяса, молочных продуктов, а также овощей и фруктов. Источником, помимо носителей, может являться молодняк домашних животных (телята, щенки, жеребята), а также домашняя птица.
Факторами риска развития инвазивного кандидоза являются гранулоцитопения, ожоги, хирургическое вмешательство, длительная госпитализация больного, длительное применение антибиотиков широкого спектра действия, длительное применение иммуносупрессивных препаратов, наличие злокачественных образований, применение цитотоксических или кортикостероидных препаратов, использование катетеров.
Проявление кандидоза упоминается как частый побочный эффект, возникающий при употреблении мощных антибиотиков широкого спектра действия, активных в отношении многих грамположительных и грамотрицательных микроорганизмов.
Младенцы с низким весом при рождении входят в группу риска врождённого кандидоза.

## Патогенез
К факторам патогенности у грибов рода Candida относится секреция протеолитических ферментов и гемолизинов, дерматонекротическая активность и адгезивность (способность прикрепляться к клеткам эпителия). Все активизации вирулентности у условно-патогенных грибов рода Candida можно разделить на три группы:
- Экзогенные факторы, способствующие проникновению грибов в организм (температурные условия, влажность, профессиональные вредности).
- Эндогенные факторы, вызывающие снижение сопротивляемости макроорганизма (эндокринные нарушения, болезни обмена веществ, применение гормональных контрацептивов, курсы лечения кортикостероидными гормонами, цитостатическими препаратами).
- Вирулентные свойства, обеспечивающие патогенность возбудителя.

## Клиническая картина
Проявления кандидоза зависят от локализации процесса.
Существует деление на поверхностные и системные (висцеральные) кандидозы.

### Кандидозы поверхностные
Поверхностные кандидозы включают поражение гладкой кожи, слизистых оболочек, кандидозные онихии и паронихии.

#### Дрожжевые паронихии и онихии
Паронихии характеризуются отёком, инфильтрацией, гиперемией валиков ногтя, отсутствием надногтевой кожицы (эпонихиум). Околоногтевой валик при этом несколько надвигается на поверхность ногтя. Часто паронихии и онихии существуют одновременно.

#### Кандидамикиды
Кандидамикиды — вторичные аллергические высыпания, свидетельствующие о значительной степени сенсибилизации к возбудителю и продуктам его жизнедеятельности. Полиморфны, обычно в виде эритематозно-сквамозных отечных пятен, но возможны также уртикарные и буллёзные высыпания. Проявлению кандидамикидов сопутствуют субфебрилитет, усиление основных воспалительных явлений в основных очагах.

#### Кандидоз полости рта
Псевдомембранозный кандидоз полости рта (молочница) проявляется в виде образовавшихся творожных, белых или желтоватых бляшек, которые могут возникать в любом месте ротовой полости, особенно на щеках, деснах, небе и языке. Они легко удаляются, обнажая красную основу, которая обычно не вызывает болезненных ощущений.
Острый эритематозный кандидоз полости рта (острый атрофический кандидоз полости рта) проявляется выраженной болезненностью и эритемой, особенно на нёбе и тыльной стороне языка. Нитевидные сосочки исчезают, и дорсальная поверхность языка кажется гладкой.
Зубной стоматит (хронический эритематозный кандидоз или хронический атрофический кандидоз полости рта) проявляется покраснением и, в редких случаях, болезненностью в области крепления зубного протеза.
Угловой хейлит проявляется покраснением, трещинами и болезненностью в области угла рта.
Хронический бляшечный кандидоз полости рта (хронический гиперпластический кандидоз) может проявляться узловатой формой или белыми бляшками на щеке или языке, которые нелегко удалить.
Срединный ромбовидный глоссит проявляется в центральной красной демаркированной области папиллярной атрофии языка (от задней средней линии сразу к переду от окружных сосочков).

#### Кандидоз кишечника
Кандидоз кишечника является одной из разновидностей тяжёлого дисбактериоза. В ситуациях, когда в кишечнике создаются условия, непригодные для жизни нормальных микробов, в нём размножаются кандиды. Это проявляется поносом, избыточным газообразованием в кишечнике, в стуле имеется примесь белых хлопьев. Для детей раннего возраста эта форма кандидоза опасна тем, что они начинают отставать в весе и росте, теряют при поносе витамины и другие полезные вещества, необходимые для нормального роста и развития.

#### Кандидозный вульвовагинит, баланит и баланопостит
При кандидозе половых органов наблюдаются обильные белого цвета творожистые выделения, характерен зуд. Для кандидоза влагалища так же, как и для других форм, характерно нарушение баланса нормальной микрофлоры, которая обитает на слизистой оболочке. При лечении кандидоза влагалища надо учитывать, что лечить надо, как правило, и полового партнера, так как возможно повторное инфицирование грибком.

##### Симптомы кандидоза (молочницы) у женщин
- Жжение и зуд в области наружных половых органов.
- Белые творожистые выделения из влагалища.
- Отек и покраснение слизистой оболочки влагалища и наружных половых органов.
- Боль при половом акте и мочеиспускании[12].

##### Симптомы кандидоза у мужчин
- Жжение и зуд в области головки полового члена и крайней плоти.
- Покраснение головки полового члена и крайней плоти.
- Белый налёт на головке полового члена и крайней плоти.
- Боль при половом акте.
- Боль при мочеиспускании.
- Выделения белого цвета при мочеиспускании, похожие на сперму

### Кандидоз висцеральный (системный)
Случаи распространения комбинированных кандидозов с поражением внутренних органов и развитием кандидозного сепсиса регистрируются во всех странах.

### Лабораторная диагностика влагалищных кандидозов
Культуральное исследование должно включать не только выделение и видовую идентификацию возбудителя влагалищного кандидоза, но и определение чувствительности выделеных штаммов к противогрибковым препаратам. Посев целесообразно производить по следующей схеме: пользуясь постоянно стандартной методикой посева, вращая тампон, засеять материал на чашку с хромогенной средой «CANDICHROM II», при просмотре результатов посева необходимо подсчитать число КОЕ грибов различных видов (количественный анализ).
Использование хромогенной селективной среды «CANDICHROM II» для первичного посева позволяет проводить прямую идентификацию основного возбудителя Candida albicans и выделять другие виды дрожжевых грибов (рост бактерий ингибируется смесью антибиотиков). Другие виды грибов рода Candida, а также болезнетворные дрожжевые грибы других родов возможно достоверно идентифицировать до вида с помощью тест-системы «Elichrom FUNGI».
Для определения чувствительности к распространенным противогрибковым препаратам (флуконазол, итраконазол, амфотерицин В, вориконазол, флуцитозин (5-флюороцитозин)) целесообразно использовать тест-систему «FUNGIFAST AFG». С учётом вероятности развития вторичной устойчивости к азоловым препаратам у грибов рода Candida, важно проводить тестирование чувствительности у выделенных штаммов и перед повторным назначением лечения.

## Лечение кандидоза
Существует множество препаратов для лечения этого заболевания. Одни из них применяют местно (крем, вагинальные таблетки или свечи), другие — внутрь (таблетки или капсулы для приёма внутрь). Препараты для лечения кандидоза:
- Сертаконазол[англ.]
- Миконазол
- Натамицин (используют ограниченно, так как препарат плохо всасывается из желудочно-кишечного тракта)[источник не указан 3295 дней]
- Флуконазол
- Клотримазол
- Нистатин — один из ранних антимикотиков тетраеновой группы, хуже всасывается в кровь из желудочно-кишечного тракта, чем более современные препараты[13].
- Изоконазол
- Амфотерицин В
- Итраконазол
- Циклопирокс
- Каприловая кислота
- Фентиконазол
- Бутоконазол (Гинофорт)[14]
- Резафунгин

Из наружных средств лечения также эффективны 5—10 % раствор натрия тетрабората в глицерине местно.
При поражении слизистых оболочек рта у взрослых 20 % раствор натрия тетрабората в глицерине местно.
В ряде случаев назначают лечение, дополняющее противогрибковые препараты (иммунотерапия, общеукрепляющие препараты, физиотерапия и т. д.), пробиотики конкурирующих микроорганизмов (молочнокислые бактерии, лактобактерин, колибактерин).
Также советуют[кто?] применять пребиотики, содержащие лактулозу: лактусан, Бон-Санте (карамель, содержащая лактулозу), дюфалак, Нормазе и пребиотик инулин: Кандинорм.

### Лечение кандидоза у мужчин
При кандидозном баланопостите (поражение головки полового члена и крайней плоти) достаточно местного лечения: сертаконазол (залаин крем 2 %) или фентиконазол (Ломексин 2 %) — 1-2 аппликации крема в день на поражённые участки, курс 8-10 дней.
Лечение кандидоза должно быть комплексным, поэтапным, включать не только избавление от грибка, но и ликвидацию предрасполагающих факторов и лечение сопутствующих заболеваний.

### Лечение вагинального кандидоза
При лёгком течении заболевания рекомендуются препараты для местного лечения, например залаин овули (сертаконазол) однократно или (фентиконазол) капс. 1000 мг однократно интравагинально. Например, при лёгком течении кандидозного вульвовагинита (поражение влагалища и наружных половых органов) иногда достаточно местного лечения. В более сложных случаях, при рецидивах вагинального кандидоза, требуется комбинированная терапия системных и местных антимикотиков: приём флуконазола, 150 мг внутрь, и фентиконазол 1000 мг однократно интравагинально. Учитывая, что во время активации грибов рода Кандида во влагалище усиливается рост и анаэробных бактерий, рекомендуется также применять местные препараты широкого спектра действия, в составе которых помимо противогрибкового составляющего включены нитроимидазолы и др. антимикробные составляющие.
Если рецидивы грибковой инфекции возникают у женщины регулярно, это серьёзный повод для обследования на эндокринные и другие хронические заболевания. Важно учитывать тот факт, что при хронических генитальных кандидозах обычно поражаются близлежащие органы и системы организма — мочевой пузырь, кишечник.
Поэтому для достижения полного излечения и предупреждения повторного заражения необходимо принимать противогрибковые препараты не только местно, но и внутрь. Лечение больных с хроническими формами представляет значительные трудности. Неэффективность лечения может быть связана с недостаточной дозировкой и длительностью, а также с индивидуальной нечувствительностью к той или другой группе противогрибковых препаратов. Поэтому необходимо проводить бактериологические исследования (посевы) с определением чувствительности к противогрибковым препаратам. Следует учитывать, что грибы обладают способностью быстро приспосабливаться и формировать устойчивость к применяемым лекарственным средствам.
При рецидивирующем кандидозе (более 4 обострений в течение года) необходимо тщательное обследование на предмет сопутствующих инфекций и в последующем возможны следующие варианты лечения:
- Залаин по 1 свече на 1-й, 7-й и 14-й день при микстинфекциях, схема: 1 свеча залаин и на 4-й день в течение недели по 1 свече бетадин на ночь.
- Флуконазол (дифлюкан, микосист, флюкостат) по 150 мг внутрь на 1-й, 4-й, 7-й день, далее по 1 капсуле в неделю в течение 6 мес.
- Коррекция состояний, провоцирующих развитие кандидоза (сахарный диабет, иммунодефицит, заболевания, требующие лечения гормональными препаратами)

Кандидоз влагалища лечится под наблюдением врача. При склонности к рецидивам, особенно при наличии предрасполагающих факторов необходимо дополнительное обследование и наблюдение у врача.
Включение в схему лечения пациенток с хроническим рецидивирующим вульвовагинальным кандидозом аминодигидрофталазиндиона натрия (Галавит®) приводит к восстановлению функционально-метаболической активности нейтрофилов, нормализации функционирования моноцитарно-макрофагальной системы, а также к формированию полноценного иммунного ответа по Th1-типу, что способствует удлинению периода ремиссии, заметно уменьшает частоту возникновения рецидивов и кандидоносительства.
Следует помнить, что случаи излечения кандидозной инфекции одними лишь народными средствами официальной медицине неизвестны. Народные средства не избавляют от кандидоза полностью, но помогают укрепить иммунитет и устранить мучительные симптомы.

## Профилактика кандидоза
Хорошим средством для предотвращения роста грибов является употребление йогуртов, содержащих живые молочнокислые культуры, а также употребление натуральных продуктов, обладающих хорошим противогрибковым действием, таких как чеснок, прополис, ягоды и листья брусники, сок и семена грейпфрута, листья ореха, масло чайного дерева.
Есть ряд рекомендаций для предупреждения кандидоза (особенно кандидоза влагалища):
- Избегать случайных половых связей.
- Нормализовать вес — употреблять больше овощей, кисломолочных продуктов. Максимально ограничить употребление сахара и других рафинированных углеводов, поскольку они создают питательную среду для грибов[17]. При чувствительности к дрожжеподобным или плесневым грибкам лучше избегать содержащие их продукты: хлеб, сладкую дрожжевую выпечку и плесневые сыры[17].
- Использовать хлопчатобумажное нижнее бельё. Синтетические ткани не обеспечивают достаточного доступа воздуха к коже. Вследствие повышения температуры и затруднённого испарения пота появляются условия для возникновения инфекции, включая кандидоз влагалища.
- Лечиться антибиотиками только по назначению врача, при этом заранее предупреждать врача о склонности к кандидозу, поскольку антибиотики подавляют естественную микрофлору и стимулируют развитие дрожжеподобных грибов[18].
- Если человек пользуется лубрикантами при половом акте, то применять только водорастворимые виды.
- При аллергической реакции на презервативы из латекса прибегать к изделиям из полиуретана. При этом нелишне посетить врача и сдать анализы, чтобы удостовериться, что это аллергия, а не другое заболевание.
- Не делать спринцевания без надобности, это поможет избежать вымывания здоровой флоры.